# Rayon (théorie des graphes)
 (août 2025).
Si vous disposez d'ouvrages ou d'articles de référence ou si vous connaissez des sites web de qualité traitant du thème abordé ici, merci de compléter l'article en donnant les références utiles à sa vérifiabilité et en les liant à la section « Notes et références ».
Pour les articles homonymes, voir Rayon.
En théorie des graphes, le rayon d'un graphe est l'excentricité minimale de ses sommets, c'est-à-dire la plus petite distance à laquelle puisse se trouver un sommet de tous les autres. Le centre d'un graphe est formé de l'ensemble de ses sommets d'excentricité minimale.
L'excentricité maximale est appelée diamètre.
La distance entre deux sommets dans un graphe est définie par la longueur d'un plus court chemin entre ces deux sommets.

## Exemples

Le Graphe taureau a un rayon de 2. Son centre est constitué des trois sommets formant un triangle.
Le graphe hexaédrique a un rayon de 3 et un diamètre de 3 : tous ses sommets appartiennent à son centre.
Le Snark de Szekeres a un rayon de 6.